# Villa Angiolina
Villa Angiolina är en kulturminnesmärkt villa i Opatija i Kroatien. Den uppfördes år 1844 och är belägen i den tillhörande och omgivande Angiolinaparken i centrala Opatija. Byggnaden är en av Opatijas landmärken och sevärdheter. Den hyser idag Kroatiska turistmuseet.

## Historik
Tillkomsten av Villa Angiolina år 1844 symboliserar en ny epok i Opatijas historia i vilken den ursprungliga fiskeorten kom att utvecklas till en förnäm österrikisk-ungersk kur- och turistort.  
Villa Angiolina tillkom på initiativ av den lokale patriciern, redaren och handelsmannen Iginio Scarpa från närliggande Fiume (Rijeka) och var den första byggnaden i sitt slag i Opatija. Den är egentligen en rekonstruktion av en äldre byggnad som tillhörde baron Haller von Hallerstein. Villan skulle tjäna som Scarpas sommarresidens och uppkallades efter hans sedan tidigare framlidna hustru Angiolina som härstammade från familjen Sartori. Scarpa var en stor naturälskare och lät anlägga ett arboretum kring villan med växter från världens alla hörn. Han var också känd för sin gästvänlighet och besöktes inte sällan av den österrikisk-ungerska societeten som i sin entusiasm över den lokala vegetationen och sköna klimatet spred goda rykten om Opatija vilket skulle bana väg för stadens utveckling till en populär kurort.
Villa Angiolina har sedan tillkomsten haft flera olika ägare. År 1875 såldes den till den mähriske greven Viktor Chorinsky. År 1882 sålde Chorinsky villan till Sydbanans järnvägsbolag som vid tiden investerade i både fastigheter och marker i Opatija. Efterföljande ägare och brukare inkluderar bland annat Opatijas kurortskommission och Viktor Car Emins läsrum och bibliotek.

## Arkitektur och beskrivning
Villa Angiolina har tre våningar med en total yta på cirka 1 000 kvadratmeter. Den representativa bottenvåningen är dekorerad med kolonner, stuckatur, målningar och speglar. Den första våningen är funktionellt anordnat som ett utställningsrum. På den tredje våningen finns arbetsrum, bibliotek och lagerutrymme.
Utöver att tjäna som museibyggnad och utställningslokal används villan även som en representativ plats för bland annat kulturella evenemang.